# Майски преврат (Полша)
Майският преврат е военен преврат в Полша, състоял се между 12 и 15 май 1926 във Варшава, иницииран от маршал Йозеф Пилсудски. Причината за събитието е влошаващата се политическа и икономическа ситуация във Втората република, а прекия повод – серия от правителствени кабинетни кризи през периода 1925 – 1926.
След безплодни преговори на Пилсудски с полския президент Станислав Войчеховски на 12 май лоялни на Пилсудски войници заемат важен мост на река Висла. След това отклоняват ултиматум от ген. Тадеуш Розвадовски, командващ правителствените войски и започват улични боеве. На 12 и 13 май председателят на Сейма Мачей Ратай прави последни опити да преговаря, завършили с неуспех. На 14 май Пилсудски получава контрола над Варшава. В резултат на сраженията загиват 379 военни и цивилини лица. Правителството на Винцентий Витос подава оставка, като е последвано и от президента Войчеховски. Президентските правомощия получава Ратай и той назначава ново правителство, начело с Кажимеж Бартел и с Пилсудски като министър на военните дела и главен инспектор на въоръжените сили. На 31 май народното събрание предлага Пилсудски за президент на републиката, но той отказва да встъпи в длъжност и препоръчва професор Игнаци Мошчицки. Превратът слага началото на 13-годишен период на Полско оздравяване (Санация) чрез авторитарни правителства, който приключва с избухването на Втора световна война.

## Причини и предпоставки

### Вътрешнополитическа конюнктура

#### Отношението на Пилсудски към парламентарна демокрация
След възстановяването на независимостта на Полша Йозеф Пилсудски е убеден, че края на войната ще означава край на острите политически спорове в полското общество. Той смята, че независимите полски политически партии ще могат да намерят компромис. Жестока битка, която избухва на политическата сцена на Втората Полска република обаче разочарова тези надежди.

В началото на XX век Пилсудски е бил в състояние да концентрира в ръцете си цялата власт в младата репубика. Той е главнокомандващ на полската армия в продължаващата Полско-съветска война и държавен глава. С течение на времето, заедно с нормализиране на социалната и политическа ситуация обхватът на неговата власт намалява. За това допринася създаването на държавна отбрана и ограничаването на правомощията на държавния глава в края на военните действия, лишавайки Пилсудски от функциите на върховен главнокомандващ. С приемането на Мартенската конституция в Сейма и избирането на ново Народното събрание (съвместни камари на Сейма и Сената) в декември 1922 г. функцията на държавния глава губи съдържание. Пилсудски критикува Конституцията и това развитие като ограничаващо правомощията на изпълнителната власт и не се съгласява да поеме функциите на президент на републиката. Според Анджей Гарлицки:
| „     | В действителност Пилсудски разбра, че има почти нулев шанс за създаване на партия или политически лагер и да спечели този начин на парламентарните избори. Последствието от тази нова ситуация е да се потърси възможност сред традиционното войнтво на полския легион в опит да се създаде една по-широка политическа основа на базата на ветераните от полската армия. | “ |
| [ 4 ] | |   |

Първата среща на полските легионери се състои на 5 август 1922 г. в Краков. На следващите срещи на ветерани от борбата последователно е построен култ към Пилсудски и подчертана необходимостта да се предприемат действия, за да бъде издигнат легионер на власт. Това среща опозицията на правителството и министърът на военните дела ген. Станислав Шептички издава заповед, забраняваща военни офицери и служители да участват в политическа дейност. 
След избора на нов президент в лицето на Габриел Нарутович Пилсудски губи най-важната политическа функция, която е притежавал. Но само 2 дена след като е встъпил в длъжност социалистът Нарутович е убит, което дестабилизира страната. Радикална групата на привържениците на убития президент-технократ планира да извърши „наказателна акция“ срещу Националната демократична партия, който е обвинявана за отговорността за политическото убийство. Те плануват да използват Варшавската работническа милиция на Полската социалистическа партия за да се извърши физическа ликвидация на някои активисти на националдемократите. Пилсудски все още е начело на армията, която в тази ситуация би могла да възстанови реда и да вземе властта в страната. Така или иначе реакционните планове не са допуснати до реализация от лидера на социалистите Игнаций Дашински.

След сключването на т.нар. Ланцкоронски пакт между Полската народна партия „Пяст“, Популярния национален съюз и Полската Християндемократическата партия и свалянето на правителството на Владислав Сикорски, на 28 май 1923 президентът Станислав Войчеховски възлага формирането на нов кабинет на Винценти Витос. В кабинетът са включени членове на пястите, християндемократите и някои центристи. След конфликт с ген. Шептицки относно военната организация, Пилсудски подава оставка от председателството на Военния съвет във Втората република. Маршалът изтъква, че като войник не може да защити правителство, съставено от представители на партията, отговорна за смъртта на Нарутович. Пилсудски също така обявява оттеглянето си от политическия живот. На 3 юли 1923 Пилсудски по време на прощален прием в хотел Бристол (Варшава) той изнася реч, в която описва Националната демократическа партия като чудовищно джудже: 
| „     | Президентът е бил убит, след като нашите улични свади, намалиха стойността на труда му, от същите хора, които вече насочиха към него в непредизвикан акт толкова много мръсотия, жестокости, омраза. Сега те довършиха престъплението. Убийство се наказва от закона. Господа, аз съм войник. Войникът понякога поема тежки отговорности, често в конфликт с неговата съвест, с ума му, със скъпите му чувства. Когато аз се замисля за момент, че тези господа са ненаказани, като войник аз ще се боря неимоверно със своята съвест. И когато помислих, реших, че не мога да бъда войник. Предложих да се оттегля от армията. Това са, господа, причините и мотивите, поради които напускам националаната си служба. | “ |
| [ 7 ] | |   |

Такава оценка на политическия опонент означава промяна в сегашната формула на политическата дейност на Пилсудски, като се предполага дистанциране на маршала от политиката. С този случай, обаче, Пилсудски се легитимира като арбитър и критик на политическия живот и в частност на Националната демократическа партия и повежда борба за чистотата на морала и етиката в политиката. Това в крайна сметка обуславя необходимост от представяне на своя политическа програма относно икономическите въпроси, националните малцинства и външната политика. Пилсудски и неговите приближени-пилсудчици не са готов и да формулират предложения за такива решения. Още през лятото на 1923 в средите на пилсудчиците назраява идеята за създаване на тайни анти-правителствени организации, които са съставени от военен персонал. Срещу плановете остро протестира сам пребиваващия в Сулейовек Пилсудски, който радее за необходимостта да се запази политическата неутралност на военните.

#### Социална и политическа ситуация
В годините преди Майския преврат се наблюдават значителни вълнения в полския социално-политическия живот. Пример за това може да бъде взрива във Варшавската цитадела, който се проведе на 13 октомври 1923 в 9 часа сутринта. В резултат на това 25 души са убити, а ок. 40 са били сериозно ранени. Експлозията е трагичен инцидент, но правителството издава прокламация, като посочва, че има преврат в столицата. Набелязана е и е разбита една патриотична организация, наброяващо прибл. 800 души, а до януари 1924 властта арестува още 1924 политически неблагонадеждни лица.
Лошата икономическа ситуация откючва масови трудови стачки. През есента на 1923 г. протестират железничари, пощальоните в Краков и миньори от басейна Домбровски. Правителството взема решителни мерки в отговор на стачките – включително умиротворяване протестиращите от полиция. Това довежда до всеобща стачка, провъзгласена на 5 ноември 1923 от полските социалисти. По време на събитията от Краков избухват улични боеве на въоръжени работници с полицията и армията. Някои от войниците се присъединяват към протестиращите и голяма част от града е под контрола на милицията на въоръжени работниците. Подобни инциденти се случват в Тарнов и Борислав. Накрая, правителството успява да се справи със ситуацията, но в резултат от събитията от Краков са убити 18 цивилни, 3 офицери и 11 редници. Вътрешният министър Владислав Киерник, който е поръчал да се стреля по протестиращи, сред опонентите на правителството, получава скандалния псевдоним Кръвник.
През ноември 1925 г. пада кабинетът на Владислав Грабски и е заменен от правителството на Александър Скжински, създадено след формирането на доста изненадваща широка коалиция с участието на Християндемократическата партия, Националната работническа партия (НДП), Полската народна партия „Пяст“ и Полската социалистическа партия. Тази коалиция от самото начало се смята за временно решение, насочено към решаването на хаоса до появата на ново мнозинство в парламента и ново правителство.
Най-големият проблем е икономическата политика на правителството, което не би могло да бъде съобразена едновременно както с представите на десните християндемократи, така и с тези на левицата. Това става причина за разпадането на коалицията и отключва правителствена криза. Президентът Войчеховски дава седем неуспешни мандата за формиране на правителство, като всеки опит завършва с фиаско. Най-накрая, след доста бурни преговори, е изнамерена нова коалиция между християндемократите и пястите под ръководството на Винцентий Витос. Тя не се радва на обществена подкрепа, което е причинено от икономическата криза, в ход от 1923 г. и свързаните с нея хиперинфлация.

#### Слухове за преврат
През 1924 г. военното разузнаване получава и обнародва информация от специалните служби на СССР за подготвян от Пилсудски преврат. Вилата в Сулейовек става обект на хулигански действия, вероятно работа на десните милиции. Отряд от VII конен полк в Люблин, а също така жандармерията и полицията започват да охраняват вилата и нейния стопанин. Има заловени лица, които са се опитали да влязат в градината, но тези актове остават без следствие и присъда.

#### Икономическата ситуация
Икономическата политика на няколко поредни правителства е причина за значително социално недоволство. През 1923 г., 74% от разходите на бюджета се покрива с печатане на нови пари. Това лечение, обаче, е по-малко и по-малко печеливши – валутата се обезценява, така че увеличаването на количеството на парите в обращение намалява реалните доходи на държавната хазна. Хиперинфлацията води до спад в доходността на износа, което в крайна сметка води до много бързото покачване на цените и значителни колебания в реалната стойност на заплатите. Един основен проблем е аграрната реформа, която, според собствениците на земя (в подкрепа на Националната демократическа партия) като цяло не трябва да се извършва, и за земеделските производители (подкрепящи социалистите) е много неблагоприятна.
Работа по посока на икономическото възстановяване е подета от Владислав Грабски, който поема поста на министър на финансите. Сеймът му издава специално пълномощно, съгласно което да промени данъчното законодателство, като се извършват необходимите кредити, въвеждането на нова валута и продажба на държавни предприятия. Това доведе до инхибиране на хиперинфлация и икономическото възстановяване. Въпреки това, през първата половина на 1925 г. се наблюдава подновяване на спад. Провал на земеделската реколта през предходната година довежда до криза в селското стопанство. Безработицата се е повишила – през първото тримесечие на 1925 безработни са 185 000, а през ноември – вече 240 000. Този показател нараства до 311 хиляди. през декември 1925 г. По това време, данъчния дефицит се увеличава – той е в размер през първото тримесечие от 43 милиона злоти, а във втория се повиши до 47 милиона злоти. В допълнение се увеличава разликата между стойността на вноса и износа – през първата половина на 1924 г., тя е в размер на 56 милиона злоти, и през първата половина на 1925 вече 400 милиона. Цените също са се увеличили, особено голямо увеличение се състоя в декември 1925 – на промишлените стоки с 15,1%, а на храните с 16,2%. Митнически война с Германия, която започна през юни 1925 г., довежда до падането на валутния курс. Полската народна банка се намесва на фондовия пазар, което води до стабилизирането на валутния курс, но това довежда до намаляване на възможността за кредити и намаляване на данъчните приходи. През 1926 г. във Варшава стачкуват ватманите и служители от далекосъобщшенията, избухват бунтове на безработните в Калиш и кървави сблъсъци с полицията в Стрий, Влоцлавек и Люблин. Въпреки това, през пролетта на 1926 те започват да се появяват първите признаци на икономически възход.
Като цяло, икономическите въпроси интересуват Пилсудски минимално и той не е съвсем запознат с работата на икономическите механизми. Най-вероятно през март 1926 г. Пилсудски ускорява решението да атакува в страх от постепенната загуба на доверие в офицерския корпус. тъй като пилсудчици-кандидати не са били избрани в Генералския Съд на честта и губят изборите на Управителния съвет на Асоциацията на офицерите от Генералния щаб.

### Външнополитически причини
Освен вътрешнополитическата дестабилизация серия от събития влошават позицията на Полша на международната сцена:
- 16 април 1922 г. В Рапало е сключено съветско-германски пакт, слагащ край на взаимните финансови претенции, и отварящ курс към засилване на икономическите връзки, създаване на търговски отношения и военно сътрудничество. Тези нови взаимоотношения между най-агресивните съседи значително влошават на международната перспектива на Полша.
- 15 юни 1925 изтича споразумението с Ваймарска република за въгледобива в Горна Силезия и Германия спира да купува полски черни въглища. Това бързо влошава на икономическата ситуация в Полша.
- 16 октомври 1925 – според договореностите от Локарно Германия отново само гарантира неприкосновеността на западната си граница. Въпросът относно източната граница с Полша остава открит.
- 24 април 1926 – СССР и Германия сключват договор за дружба и неутралност. Това е възприето във Варшава като заплаха за следваща подялба на Полша.

## Ход на преврата

### Прелюдия
Въпросът дали Пилсудски планира да извърши преврат дълго преди май 1926 г. няма сигурен отговор. Владислав Малиновски пише, че насилието в няколкото седмици преди падането Грабски води в Сулейовек проф. Бартел, комуто е препоръчано да се възползва от следващите няколко месеца и да се подготви за ролята на министър-председател. Освен това от средата на 1924 среда маршалът оформя една група от верни нему хора, образувайки организационното ядро на бъдещия катаклизъм. Това е т.нар. Група под одеялото, която включва: Адам Koc (на полски: Koc – одеяло), Богуслав Миеджински, Кажимеж Свиталски, Юсеф Бек, Игнаци Mатушевски, Kажимеж Стамировски и Хенри Флойар-Райхман.
Пилсудски се опира на бившите си другари-легионери за да създаде организация, граничеща с конспирация, подобна на поверителните дейности на мафията. Роденият в годините на борбата легион, просъществувал в периода 1918 – 1923, вече не свързан организационно с Пилсудски, но ветераните все още са напълно посветени и обладани от своя маршал. Не е без значение, че легионери се срещат в почти всички важни области на живота: в армията, в държавната администрация и съдебната система, пресата, политическите партии и т.н. Сред поддръжниците на преврата има много масони. Националната полска Велика ложа участва активно в подготовката му чрез насърчаване и създаване на общественото нагласа, че полската държава изпитва необходимост от маршал Пилсудски.
15 ноември 1925 във вилата в Сулейовек пристигат служители на гарнизона на Варшава, по повод честването на седмата годишнина от връщането на Пилсудски от Магдебург. Те демонстрират своята безрезервна подкрепа за маршала: 
| „                     | Днес, когато ние се обръщаме към Вас, ние също имаме болка и страх за ширещата се в България бедност. Искаме да вярваме и наше горещо желание е да не сме сами в тази криза, осиротели, верните Ваши войници, на които Вие дадохте благодарни сърца и победи. | “ |
| геберал Орлич-Дрешера | |   |

Речта е широко интерпретирана като декларация в подкрепа на очаквания военен преврат. Единствената реакция на министъра на военните дела Владислав Сикорски е да прехвърли Орлич-Дрешера в Познан на официална позиция.
На 27 ноември 1925 е формирано на правителството на Скжински, в което е назначен за министър на военните дела пилсудчикът ген. Луциян Желиговски. На 16 декември 1925 от поста Началник на генералния щаб е освободен християндемократът Станислав Халер за сметка на друг пилсудчик – Едмонд Кеслер, а Орлич-Дрешера е възстановен като командир на 2-ра кавалерийска дивизия във Варшава. Още няколко кадрови промени в организационно-административния апарат на армията поставят легионери на Пилсудски на ключови места.

На 18 април 1926 Желиговски назначава военни учения в областта Рембертов, като изпраща на Пилсудски писмо, в което кани „господин Маршала да поемане на командването на войските за междугарнизонови упражнения“. На 9 май е публикувано интервю с Витос, в които той адресира до Пилсудски:
| „                              | Нека маршал Пилсудски най-накрая излезе от скривалището си, нека се създаде правителство, да сътрудничи сърцато за доброто на държавата. Ако това не стане, то ще имате усещането, че той наистина не се интересува от подредбата на отношения в страната. | “ |
| вестник Nowym Kurierze Polskim | |   |

На следващия ден – 10 май 1926, с подкрепата на десните сили се създава трети по ред правителствен кабинет на Витос. Йозеф Пилсудски дава интервю в същия вестник, в което той наред с другото твърди, че ще се бори, както и по-рано, с враговете на Полша без да търси награда за себе си. Интервюто е публикувано на 11 май и въпреки че Столичния Комисариат решава да конфискува вестника голяма част от броя стига до читателите.
По обед на вторник, 11 май в околностите на Рембертов е VII Улански полк от Минск Мазовецки. Неговият командир, полковник Кажимеж Стамировски пристига в Сулейовек, където той получава от Пилсудски командването на войските в Рембертов.
В нощта на 11 май 12 пратеници на заговорниците пристигат в Шедълце, в който се помещава командването на IX пехотна дивизия и XXII пехотен полк, ръководени от верни на Пилсудски легионери. Те получават инструкции за присъединяването на поверените им подразделения към силите на Санацията.
Тези действия силно тревожат правителството. През нощта по заповед на генерал Mалчевски е варшавския гарнизон е вдигнат под тревога. Планувано официално посещение на президента Войчеховски и той призовава премиера за да обсъдят напрегнатата ситуация.

#### 12 май
На сутринта на 12 май Пилсудски напуска Сулейовек и отива с автомобил в двореца Белведер на Уяздовска алея, където възнамерява да се срещне с Войчеховски и да изиска от него да поиска оставката на правителството на Витос. Президентът, обаче, по това време на пътува обратно от Спала, така че на срещата не се осъществява. Плановете на Пилсудски да преговаря с президента не са известни дори на най-близките му сътрудници, което би могло да означава, че не е имало предварително определен план за преврата. Пилсудски иска да си гарантира, че в областта на Рембертов е фокусиран определен брой лоялни нему войници. Отстъствието на президента спасява правителството на Витос и променя плановете на маршала. Пилсудски е принуден да влезе в града с челните редици на войските за да не загуби елемента на изненада.
В същото време военния министър ген. Mалчевски опитва да задущи зараждащия се военен преврат като призовава от Лович във Варшава Х пехотен полк, 71-ви пехотен полк от Остров Мазовецка, 57-и и 58-и пехотен полк от Познан и 28-и пехотен полк на Лвов. За командир на отбраната на Варшава е назначен ген. Тадеуш Розвадовски, с Владислав Андерс като началник на Генералния щаб. Mалчевски също забранява на всички военни единици да напускат гарнизоните си без заповед.
В 11 часа Пилсудски се завръща от Варшава в Рембертов и нарежда на Орлич-Дрешер да се прехвърли през Висла в столицата. В 12.30 до Варшава достига ХХII пехотен полк от Шидълце, а близо да града вече са ХI полк от Чеханов и I Драгунски полк от Гарволин.

Около 13:00 от Спала се връща президентът и веднага се включва в заседанието на правителството. Около 14:00 е издадено комюнике, в което Министерският съвет посочва, че:
| „ | ...заговорници и нарушители на закона и реда провеждат криминална агитация сред войските, които могат да доведат до печални последствия. Войници от няколко окръга са се събрали около Рембертов, възбудени от неверни слухове и съблазнени от фалшифицирани поръчки, имащи за цел да се наруши дисциплината и доверието в правителството на Републиката. | “ |

Президентът издава прокламация към войниците, в което той подчерта необходимостта да се спазва клетвата и верността на войника в правителството. В същото време той обявява извънредно положение във Варшава и околния район, а също така и в районите на Шидълце и Луков в провинция Люблин. Mалчевски нарежда затваряне на мостовете над Висла, но тази заповед не е изпълнена след като се оказва, че служители във варшавския гарнизон за замесени в заговора. Лоялни кадети от пехотното училище под командването на генерал Порвит успява в следобедните часоведа блокира само Понятовския мост (тогава наричан Третия мост).
Около 17 часа на същия мост пристига маршал Пилсудски за да се срещне с президента Войчеховски. Марщалът изисква оставка на кабинета на Витос, а президент от своя страна изисква войските на преврата да сложат оръжие. Без желание за компромис от двете страни настъпва разпадането на преговорите и двете делегации се разделят. След среща с президента разочарования Пилсудски отива в казармата на ХХVI пехотен полк. С оглед на това развитие той оставя командването на ген. Орлич-Дрешер и началника на канцеларията си, подполковник Йосиф Бек.
В прибл. 18:30 на моста Кербеджа правителствените сили откриват огън срещу бойци от ХХVI полк, след като искането за оттегляне на бунтовниците от моста е отхвърлено. Правителствените сили са отблъснати в града, в който е обявено извънредно положение поради нахлуването на силите на Санацията. Градоначалникът и Генералният щаб напускат седалищата си, Правителството е евакуирано с автомобили до резиденцията Белведере. Достъпът на командването на правителствените войски Министерството на железниците и далекосъобщенията е отрязан. Правителството разчита на силите, разположени в Цитаделата (ок. 3 хил. войници), но се оказва, че командването на крепостта е заето от лоялни пилсудчици. Вечерта на 12 май правителствените сили се състоят от ок. 1700 войници, докато Пилсудски разполага с 3500 войници, плюс 800 въоръжени милиционери.
Около 21 часа маршал Пилсудски вече контролира Варшава и решава да започне преговори с председателя на Сейма Мачей Ратай, с което да изтъкне значителното си предимство пред правителствените сили. Ратай отива с опит да посредничи в Белведере, но Войчеховски отказва да започне преговори. По това време министрите на промишлеността и търговията и на правосъдието подготвят евакуацията на правителството в Краков. Пилсудски се среща с председателя на социалистическите железничарски синдикати с план да се възпрепятства и забави транспорта до Варшава на лоялни на правителството войски от Великополша и Померания.

#### 13 май
На следващия ден президентът на Републиката издава следната прокламация:
| „ | Жечпосполита е в чудовищна война! Няколко луди направиха фалщив опит в името на величието на родината, но само предизвикаха обществен бунт. Лъжливи призиви подведоха чистата душа на полския войник и доведоха до кръвопролития. Не вярвайте на лъжите, които ви говорят. Президентът на Републиката и легитимното правителство, на раменете на смелите войници в Белведере ви призовават да се изправим заедно в защита на насилена чест на полската армия и на върховенството на закона в страната ни. Бунтовниците ще бъдат заличени от редиците на полската армия. | “ |

В действителност Белведере е обсаден от три страни и единствената възможна комункация е радиовръзка с летището Мокотов. От Лвов ген. Владислав Сикорски заявява лоялност към правителството, но поради действията на украинските сепаратисти не може да изпрати войски в столицата. Правителството вече е принудено да преговаря, въпреки че правителствените войски успешно заемат стратегическата Уяздовска болница. Социалистите вземат решение за обща стачка в подкрепа на „Йозеф Пилсудски и неговите героични военни.“

#### 14 – 15 май
На 14 май от 02:30 часа във Варшава започват да пристигат верни на Пилсудски войски от Вилнюс, като до 8:30 часа сутринта броят им достига ок. 1700 войници. Горе-долу по същото време от страна на правителството дезертират 130 войници.
Ок. 14:30 Санацията завладява летището, което е от стратегическо значение, защото това прави невъзможно за правителството да използва авиация като военна сила и средства за комуникация. Отрязани са западните квартали на града с няколко правителствени отряда, което дава възможност за пълна обсада на двореца Белведере със затваряне на фронта от юг. През това време войските Пилсудски във Варшава вече наброяват 8500 войници и 800 милиционери, а на противната страна остават 2200 войници. Освен армия на маршала разполага с танкове и бронирани коли, а при липса на артилерия от страна на правителството бързо започва да взиме надмощие.
В 13:00 сраженията достигат в непосредствена близост до двореца Белведере. Малчевски, Халер, Розвадовски и Андерс решават да пробият обсадат и да евакуират правителството в двореца Виланов. Военните са на мнение, че Главния щаб трябва да бъде преместен в Познан и от там да се продължи въоръжената борба. На това се противопоставят президента и премиера, страхувайки се от продължителна гражданска война, която ще бъде опасна за независимостта на държавата. В 17:30 часа по време на среща на кабинета, Войчеховски и Витос решават да подадат оставка от постовете си и да наредят на правителствените войски да спрат братоубийствените сраженията.
Съгласно условията на Мартенската конституция задълженията на държавен глава се поема от председателя на Сейма, придружен от подполковник Бек, представител на маршала. Въведено е незабавно прекратяване на огъня и е планирано да се създаде „правителство на националното помирение“, в която министър-председателят ще бъде Кажимеж Бартел.

## Политически последици
На 15 май Йозеф Пилсудски поема поста на министър на войната в кабинета на Бартел, като кабинетът следва да функционира до избирането на нов президент на Полша. Политическите сили, подкрепили преврата смятат, че Пилсудски следва да стане президент. Също така се разчита да състави правителство на работниците и селяните, промяна на политиката към национални малцинства и да се подведат под съдебна отговорност членовете на кабинета „Витос“. Всъщност Пилсудски не иска да направи революционни промени. Както се оказва, той не е планирал разпускане на парламента, знаейки, че изборите вероятно ще бъдат успешни за левите партии. Превратът е насочен срещу политическите партии и толерира политическия консерватизъм.
Голяма изненада предизвикава рещението на Пилсудски да посочи неизвестния учен Игнаци Мошчицки като човек, достоен за позицията на президент. На 1 юни след галсуване в Народното събрание Мошчицки е избран за президент, а Бартел подава оставка, но отново е натоварен с мисията за формиране на правителството. Друга политическа последица от преврата беше приемането на 2 август 1926 г. От Парламента на т.нар. Августовска новела. Този акт санкционира предимство на изпълнителната власт за сметка на законодателя: намален парламентарен контрол върху дейността на правителството и въвежда изключителното право на президента да разпусне парламента.
Преврат май приключи ерата на върховенството на парламентарно-изпълнителните служби в Полша. Превратът доведе до свалянето на правителството на Витос и позволи завземането на властта от група привърженици на Пилсудски, наречени Санация. С призиви за морално възраждане, те заемат много от ключовите позиции в правителството. Пилсудски не донася открита диктатура, но въвежда авторитарно управление. Зачестяват политически процеси срещу противници на новия режим, където повечето от присъдите постановяват вината на обвиняемите и изпращането им в затвор. Организации около Националната демократическа партия са забранени и преследвани от правителството. Организацията на Украинските Националисти (ОУН) и Полската Комунистическа Партия (КПП) остават нелегални. Дейността на Селската партия (SL) и Полската Социалистическа Партия (СПС) е потисната. Намалена е свободата на пресата и независимостта на съдебната власт.
След Майския преврат има значително по-голямо участие на масонството в правителствата на Втората република – между 1926 г. и 1939 от 16 кабинета 12 пъти министър-председател е бил масон. През 1938 г. с Указ на президента на Полша Мошчицки дейността на масонството в Полша е забранена, както и съществуващите масонски ложи са затворени.
Маршал Пилсудски де факто управлява до смъртта си през 1935 г. Преди смъртта си успява да прокара авторитарната Априлска конституция, която значително съкратява правомощията на Сейма в полза на тези на президента.

## Съотношението на политически сили преди преврата
Действията на Пилсудски са подкрепени от Полска Социалистическа Партия, Селска партия, ПСЛ „Освобождение“, Полска Комунистическа Партия и някои малцинствени групи. След като демонстрация на Полската Комунистическа Партия е била брутално потисната от военната полиция на Витос секретариатът на ЦК издава директива:
| „ | Ако между лагера на Пилсудски и лагера фашистите избухне действителна борба, комунистите няма да бъдат стоят настрани и ще се хвърлят с всички сили в опасността. | “ |

Масонството се оттегля от традиционната си позиция в подкрепа на парламентарната демокрация като подкрепя преврата на Пилсудски. Политическите сили, подкрепящи легитимното правителство са Популярния Национален съюз, Полската Християндемократическа партия и PSL „Пяст“.

## Жертвите
Според официалните данни по време на преврата загиват 215 войници и 164 цивилни. Сред жертвите през май бяха също служители, които са в ситуация, в която трябва да избират между клетвата си за лоялност и всеотдайността към Пилсудски. Някои, като полковник Станислав Вецковски, решават да се самоубият. Някои от верните на правителството офицери като ген. Владимир Загорски, ген. Тадеуш Розвадовски и контраадмирал Зверковски умират в затвор няколко години след преврата в обстоятелства, които се определят от поддръжниците на правителството като неясни.
Обобщение на статистическата загуба на живот в май 12 – 15:
| Фракция                         | Убити офицери | Убити редници | Ранени офицери | Ранени редници |
| ------------------------------- | ------------- | ------------- | -------------- | -------------- |
| Пилсудчици                      | 8             | 99            | 26             | 267            |
| Правителствени войски           | 17            | 81            | 40             | 274            |
| Непризнати паднали войници      | 0             | 10            | –              | –              |
| Общо загубите на полската армия | 25            | 190           | 66             | 540            |

| Спецификация        | Убити | Ранени |
| ------------------- | ----- | ------ |
| Загуби сред цивилни | 164   | 314    |
| Общи загуби         | 379   | 920    |

## Преврат – оценка
Според някои автори Майския преврат е антидемократичен, тъй като отваря нови възможности за фашизма и авторитаризма в Полша, поляризира обществото, ликвидира на социални придобивки и спира развитието на демократичните и прогресивните процеси. Според други превратът е насочен срещу двете крайни ляво и дясно крила, чиято дейност заплашва съществуването на Втората република. Както той пише, само решителни действия биха могли да предотврати най-лошото – смъртоносния конфликт на гражданска война и разпадането на държавата.
Майският преврат приключва периода на парламентаризма на Втората република, променя се не само системата, но и цял набор от социални отношения. Според историците, независимо от поведението на старите правни структури неограничена възможност да взема решения има единствено апелативния съд. След преврата се създава дикатура на нова управляваща класа, съставена от части на бившите легионери, които са взели различни позиции.
Майският преврат все още е предмет на много спорове. Съотношението за това събитие се разделя не само историци, но и политици. През 2006 г., на 80-годишнината от събитията, в парламента са внесени четири предложения за решения по този въпрос. Никое от тях е прието. През май 2009 са подготвени новите проекти за решения на Полска народна партия и Съюз на демократичната левица за почитане на паметта на жертвите. И двата проекта не са подкрепени от най-голямата парламентарна партия – Гражданска платформа (Полша) и Право и справедливост.